# Bengo
För andra betydelser, se Bengo (olika betydelser).
Bengo är en provins i Angola med huvudstaden Caxito.

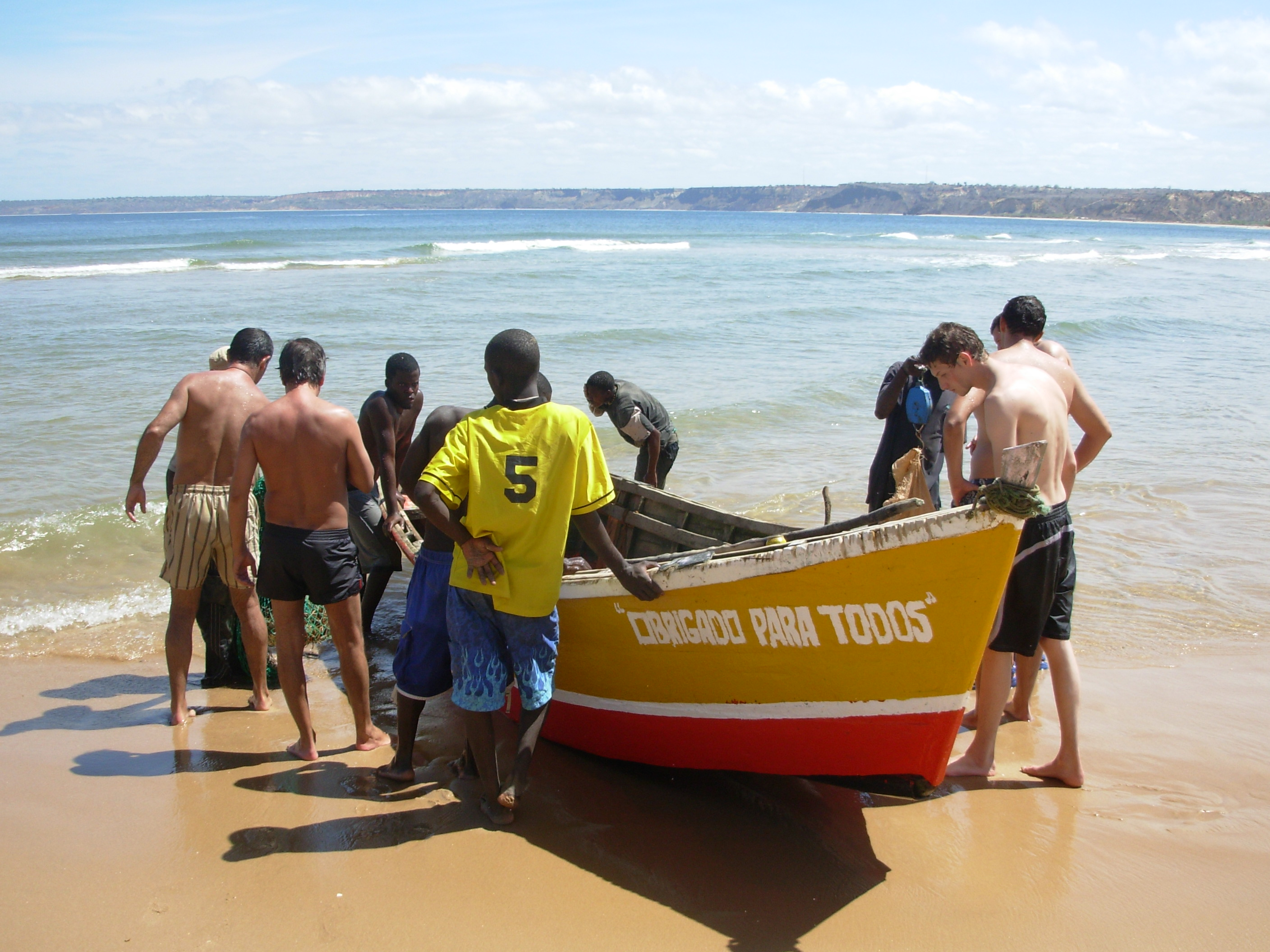
Bengo.